# Henri Patin
Pour les articles homonymes, voir Patin.
Henri-Joseph-Guillaume Patin, né le 21 août 1793 à Paris 11e et mort le 19 février 1876 à Paris 6e, est un homme de lettres, helléniste et latiniste français.

## Biographie
Henri Patin est le fils de Joseph Elie Patin, agent d'affaires, et de Madeleine Elisabeth Jollain. Élève à l’École normale en 1811, il est docteur ès lettres et reçu cinquième à l'agrégation de grammaire en 1814. Spécialiste d’Eschyle, Sophocle, Euripide, Horace, Ovide, Virgile, Lucrèce, il devient maitre de conférence à l'École normale de 1815 à 1822 et de 1830 à 1833, où il a eu pour élève, entre autres, Francisque Sarcey, qui s’est ennuyé, pendant sa troisième année, à quelques-unes de ses leçons sur Horace, son auteur de prédilection. Entretemps, il est professeur adjoint de rhétorique au collège Henri-IV.
Il devient ensuite suppléant d'éloquence française de Vuillemain à la faculté des lettres de Paris de 1830 à 1832, lorsqu’il est choisi, en novembre 1832, sur la présentation unanime de ses collègues de la faculté, pour professer la poésie latine à la place de Lemaire, comme professeur de poésie latine dans cette université, dont il sera le doyen à partir de 1865. 

Lauréat de l’Académie de Rouen en 1816 et de l’Académie française en 1822, 1824, 1827, il a collaboré à de nombreux journaux, dont la Revue des deux Mondes, Le Globe et le Journal des savants. Il est connu tant pour ses traductions du grec et du latin que pour ses Études sur les tragiques grecs, ouvrage qui lui ouvre les portes de l’Académie française, dont il est élu, par 21 voix contre 9 à Alfred de Vigny, membre le 4 mai 1842, et dont il sera, en 1871, à la mort de Villemain, le 7e secrétaire perpétuel, où il a prononcé les éloges de de Thou, Bossuet, Bernardin de Saint-Pierre et Le Sage, mais été « surtout appelé, s’est gaussé le Charivari, à perpétuer cette étonnante phraséologie de 1820, dans laquelle on ne craignait rien tant que de désigner les choses par leur nom. » Pour Édouard Drumont, 

« cet homme, d’une érudition si vaste, avait une lacune : ce membre de l’Académie française ne savait pas le français. Il écrivait le français comme un étranger instruit qui ne se rend pas un compte exact du mécanisme d’une langue, qui en ignore absolument le génie, et qui s’efforce de concilier les tournures de cette langue avec sa langue maternelle. Il faut un certain temps pour comprendre les phrases de M. Patin. »

Le Charivari annonce, à sa mort, qu’à « À titre d’amphigourique, il va laisser à l’Académie française un vide sérieux. » et précise qu’il « aurait dû s’appeler non pas M. Patin, mais M. Pathos. » Pour son ancien élève, « c’était un très-bon homme que M. Patin ! Son seul tort, c’était d’être de l’Académie, et surtout d’en être le secrétaire. À part cela, toutes les vertus dont on confectionne une épitaphe. »
Il a successivement été bibliothécaire du palais de Meudon (1840) et du château de Versailles (1847). Nommé chevalier de la Légion d’honneur, en 1832, il a été élevé au rang d’officier, en 1845, de commandeur le 13 aout 1862, et de grand-officier, le 4 mai 1874.

## Publications
- De l'emploi des harangues chez les historiens, 1814, thèse de doctorat.
- Mélanges de littérature ancienne et moderne, 1840.
- Études sur les tragiques grecs, ou Examen critique d’Eschyle, de Sophocle et d’Euripide, précédé d'une histoire générale de la tragédie grecque, 1841-43.
- Œuvres d'Horace, Paris, 1866 (lire en ligne).
- Études sur la poésie latine, 1868-69.
- Discours et mélanges littéraires, 1876.
- Odes d’Horace, Paris, 1883 (lire en ligne).
- Poètes moralistes de la Grèce : Hésiode, Théognis, Callinos, Tyrtée, Mimnerme, Solon, Simonide d'Amorgos, Phocylide, Pythagore, Aristote, 1892.
- Lucrèce. De la Nature, 1893.